# شیندلر
شیندلر (آلمانی: Schindler) شرکت هلدینگ سوئیسی است، که در زمینه ساخت آسانسور، پله‌برقی و پیاده‌بر فعالیت می‌کند. شرکت شیندلر در سال ۱۸۷۴ توسط رابرت شیندلر و ادوارد ویلیگر تأسیس شد. دفتر مرکزی این شرکت در شهر ابیکون قرار دارد و بخشی از سهام آن در بازار بورس سیکس سوئیس معامله می‌شود.